# Banamba (Kreis)

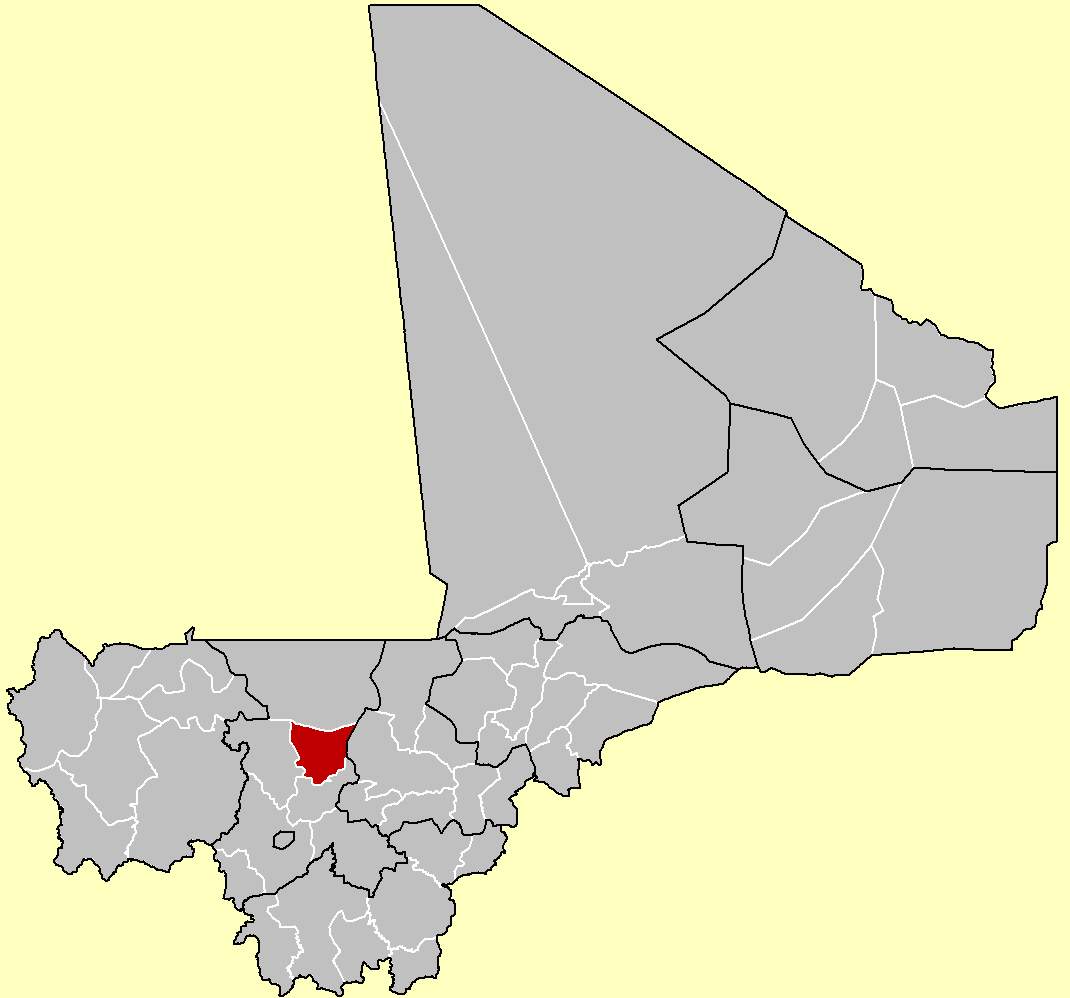
Kreis Banamba

Banamba ist der Name eines Kreises (franz. cercle de Banamba) in der Region Koulikoro in Mali.
Der Kreis teilt sich in neun Gemeinden, die Einwohnerzahl betrug beim Zensus 2009 190.235 Einwohner.
Gemeinden: Banamba (Hauptort), Benkadi, Boron, Duguwolowula, Kiban, Madina Sacko, Sébété, Toubacoro, Toukoroba. 